# Monenh
Monenh (Monenh en occità; Monein en francès) és una comuna del Bearn situada al departament dels Pirineus Atlàntics, a la regió de la Nova Aquitània. El 1999 tenia 4.183 habitants.

## Geografia

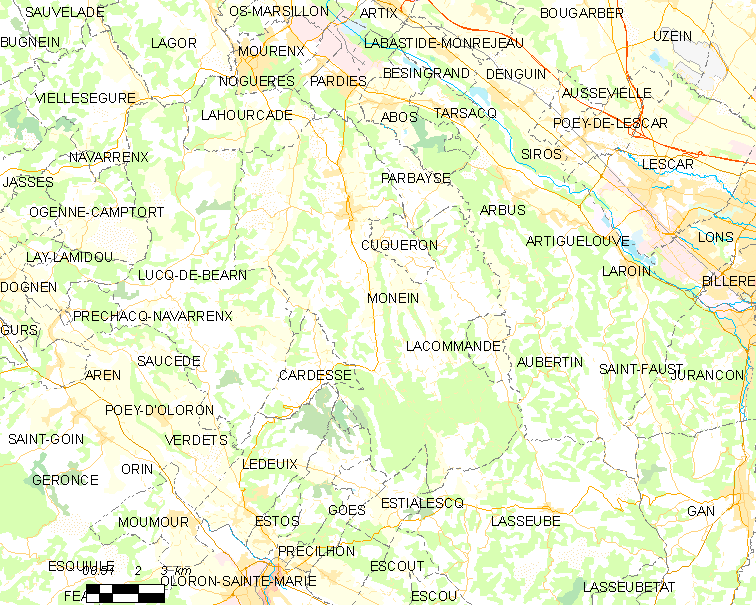
Mapa de Monenh

## Administració
| Període   | Identitat          | Partit        |
| --------- | ------------------ | ------------- |
| 1983-1995 | Léopold Joly       | Divers gauche |
| 1995-2001 | Maurice Bahurlet   | PS            |
| 2001-     | Yves Salanave-Péhé | Divers gauche |

## Història
Plini el Vell menciona un lloc anomenat Monesi a Aquitània. Avui en dia és difícil de demostrar que aquest topònim que cita Plini sigui l'origen del nom actual de Monenh, encara que molts historadors i erudits sostinguin aquesta teoria des del segle xviii. El que se sap de segur sobre la història del lloc actual és que al segle i hi va existir una fortificació on es va construir posteriorment la fortalesa destruïda per Joana Labrit al segle xvi.
Segons Pèir de Marca, el geògraf àrab Ach-Cherif-al Edrisi menciona al segle xii un centre anomenat Munins (segons la transcripió francesa, Geographie Nubiensis, del 1619) com a lloc de pas dels mercaders àrabs. En aquella època Monenh posseïa una abadia laica (una església) vassalla dels vescomtes del Bearn, la vila de la qual n'era la seva propietat. Monenh era també una vegueria on el veguer del vescomte hi cobrava els beneficis de la zona.
Entre el 1188 i el 1215, Gastó VI de Bearn, dit el Bo, va entregar els beneficis dels furs i costums de Morlans, cosa que deixava Monenh lliure de la possessió directa del vescomte.

## Demografia
| Evolució de la població |       |       |       |       |       |       |       |       |
| 1793                    | 1800  | 1806  | 1821  | 1831  | 1836  | 1841  | 1846  | 1851  |
| 5 520                   | 5 159 | 5 396 | 5 405 | 5 028 | 5 131 | 5 373 | 5 163 | 5 059 |

| 1856  | 1861  | 1866  | 1872  | 1876  | 1881  | 1886  | 1891  | 1896  |
| ----- | ----- | ----- | ----- | ----- | ----- | ----- | ----- | ----- |
| 4 926 | 4 637 | 4 793 | 4 454 | 4 494 | 4 361 | 4 362 | 4 234 | 4 236 |

| 1901  | 1906  | 1911  | 1921  | 1926  | 1931  | 1936  | 1946  | 1954  |
| ----- | ----- | ----- | ----- | ----- | ----- | ----- | ----- | ----- |
| 4 209 | 4 278 | 4 203 | 3 816 | 3 667 | 3 605 | 3 475 | 3 407 | 3 240 |

| 1962  | 1968  | 1975  | 1982  | 1990  | 1999  | 2006 | 2011 | 2016 |
| ----- | ----- | ----- | ----- | ----- | ----- | ---- | ---- | ---- |
| 3 563 | 3 967 | 3 865 | 3 879 | 4 032 | 4 183 | -    | -    | -    |

| 2019 | - | - | - | - | - | - | - | - |
| ---- | - | - | - | - | - | - | - | - |
| -    | - | - | - | - | - | - | - | - |

## Monuments històrics
- Església de Sant Geronci.[1]